# Киршехір (провінція)
Киршехі́р (тур. Kırşehir) — провінція в Туреччині, розташована в регіоні Центральна Анатолія. Столиця — Киршехір.